# Nizwa
Nizwa er en by i det nordlige Oman med et indbyggertal på cirka 83.544 (2023). Byen er en af de ældste i landet, og var tidligere et centrum for handel, religion, uddannelse og kunst.